# H. P. Maya
Heinz Peter Maya (* 21. August 1944 in Villach, Kärnten; † 22. Februar 2012) war ein österreichischer Künstler.

## Leben

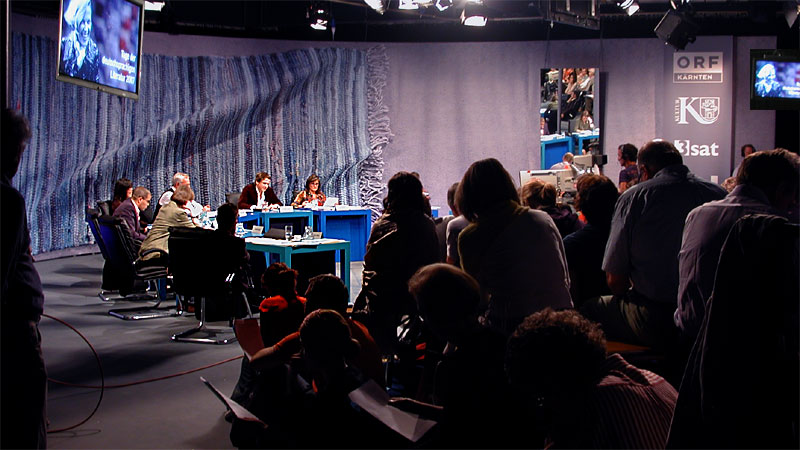
Ingeborg-Bachmann-Preis 2007
Bühnenbild: H. P. Maya

Heinz Peter Maya besuchte die Bundesgewerbeschule in Graz, Abteilung für angewandte Kunst, und die Meisterklasse für Malerei bei Rudolf Szyszkowitz. Er verbrachte Studienaufenthalte in Rom und München. Maya reiste zudem durch Europa, Afrika (Sahara) und die USA.
Maya wirkte viele Jahre im Kunstverein Kärnten mit. Ab 1986 war er 24 Jahre lang für die Bühnengestaltung des Ingeborg-Bachmann-Preises zuständig.
Seine Werke befinden sich im Besitz zahlreicher Museen und Kunstsammlungen wie beispielsweise Albertina, Wolfgang-Gurlitt-Museum in Linz, Kärntner Landesgalerie und Museum Bochum.
H. P. Maya wurde 2012 postum mit dem Kulturpreis der Stadt Villach ausgezeichnet.